# Stanton (Kentucky)
Stanton város az Amerikai Egyesült Államok Kentucky államában, Powell megyében, melynek megyeszékhelye is. Lakosainak száma 3251 fő (2020. április 1.).

## Népesség
A település népességének változása:

| 2010 | 2 733 |
| 2020 | 3 251 |